# Selská vzpoura 1775
Selská vzpoura 1775, případně Sedláci je pískovcové sousoší skupinky nevolníků z potlačeného povstání roku 1775 v parku u zámku Konopiště. Vytvořil ho v roce 1987 český medailér a sochař Michal Vitanovský (* 1946) ve spolupráci s Aloisem Holíkem (1940–1996) a architektem Jiřím Veselým (* 1946).

## Historie

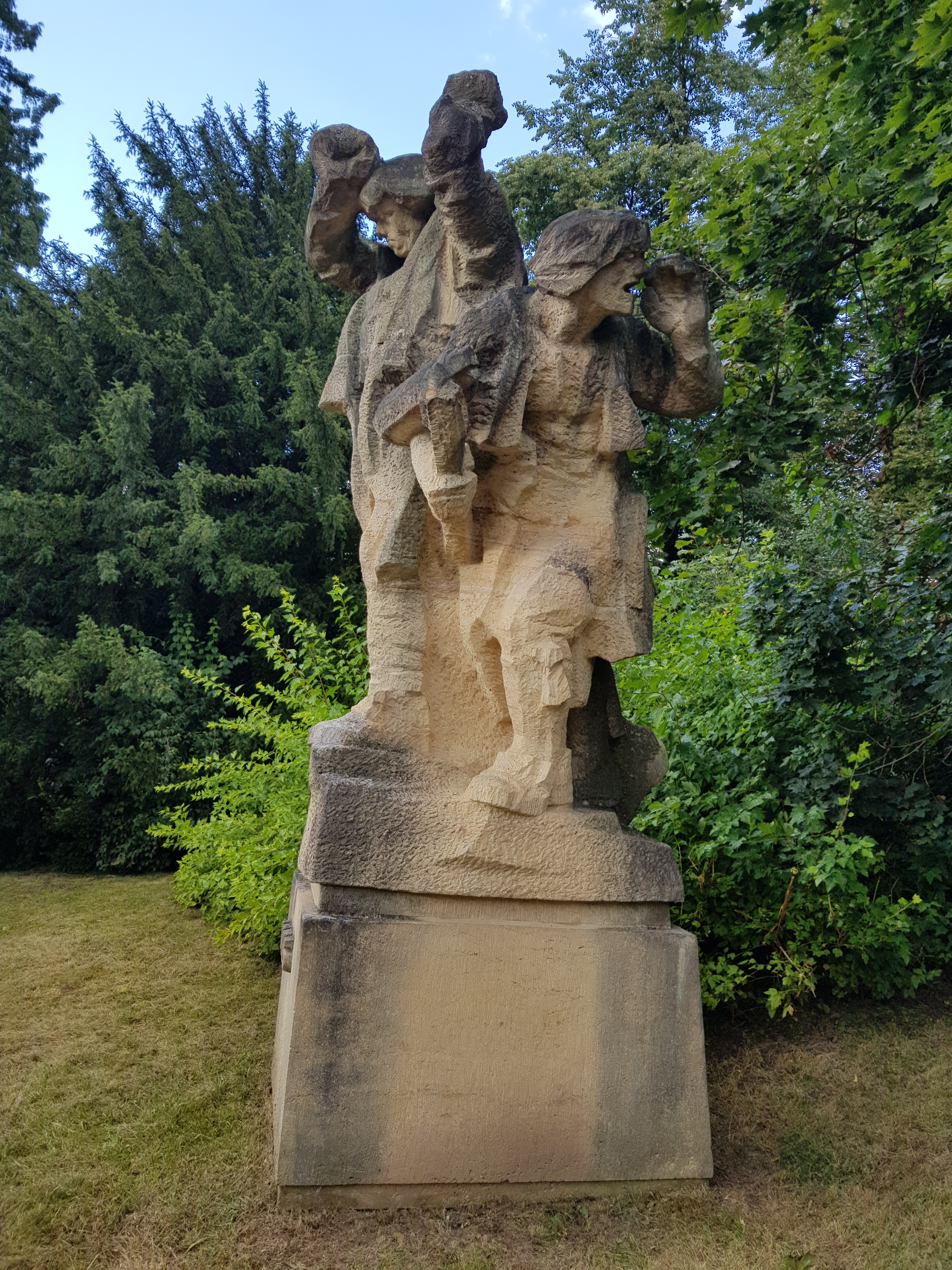
Pravá strana sousoší

Na konopišťském panství proběhlo několik povstání. V roce 1626 utlačovaní poddaní povstali proti majiteli Pavlu Michnovi z Vacínova (kolem 1580–1632).
Toto sousoší však připomíná nevolnické povstání v roce 1775, kdy zámek a okolí vlastnil rod Vrtbů. Po smrti Františka Václava z Vrtby (1724–1762) panství spravovala do roku 1785 za nezletilého syna Františka Josefa z Vrtby (1759–1830), jímž rod vymřel po meči, vdova Marie Anna z Klenového, znovu provdaná za irského hraběte O´Kelly. Ředitelem panství byl tehdy Jan Ignác Schaller, podle dobových dokumentů bezohledný člověk. V 70. letech 18. století zavládl v Čechách po opakované neúrodě hlad a bída. K tomu se ještě stupňovaly robotní povinnosti. Nespokojení poddaní se chytli falešné zprávy o zrušení roboty a 18. července 1775 večer se snažili proniknout do zámku a domnělý patent získat. Panští myslivci začali na zástup rebelů střílet, pět sedláků zemřelo na místě, další dva podlehli zraněním o nějakou dobu později. Následující den dorazily vojenské posily a povstání bylo rozehnáno. Usmrcení účastníci rebelie byli pohřbeni při zdi hřbitova u kostela sv. Filipa a Jakuba ve Chvojnu. Hraběnka O´Kelly nechala na památku zmařených životů zbudovat pod zámkem křížovou cestu. Strůjci vzpoury Bartoloměj Škvor z Kozmic, Václav Nádvorník z Petroupimi, šenkýř Václav Novák z Kozmic a kovář Párys z Kozmic měli být odsouzeni na smrt oběšením, ale Marie Terezie tresty zmírnila a po nějaké době se vrátili domů.

## Popis
Sousoší se nachází v parku jihozápadně od zámku, kam bylo umístěno v roce 1989. Představuje skupinu účastníků poraženého povstání. V čele stojí muž se zaťatými pěstmi u hlavy. V pozadí vpravo se hrbí volající muž s cepem, vlevo muž hledí k nebi.
Na podstavci zepředu je plastický letopočet 1775. Vzadu je nápis:
PAMÁTCE VZBOUŘENÝCH NEVOLNÍKŮ 
 ROKU 1775 
 STÁTNÍ PAMÁTKOVÁ PÉČE 1987

Sousoší měří 240 cm na výšku, 70 cm na šířku a 100 cm na hloubku. Sokl měří 100 cm na délku, 70 cm na šířku a 70 cm na výšku.